# Margaret (film, 2011)
Margaret är en amerikansk dramafilm från 2011 med manus och regi av Kenneth Lonergan. I rollerna syns bland andra Anna Paquin, Matt Damon, Mark Ruffalo, Kieran Culkin, Olivia Thirlby och Rosemarie DeWitt.

## Handling
17-åriga Lisa (Paquin) distraherar en busschaufför (Ruffalo), vilket leder till att han kör på en kvinna som omkommer.

## Rollista
| Anna Paquin        | – Lisa Cohen             |
| J. Smith-Cameron   | – Joan Cohen             |
| Mark Ruffalo       | – Gerald Maretti         |
| Jeannie Berlin     | – Emily Smith            |
| Jean Reno          | – Ramon Cameron          |
| John Gallagher Jr. | – Darren Rodifer         |
| Allison Janney     | – Monica Patterson       |
| Kieran Culkin      | – Paul Hirsch            |
| Matt Damon         | – Aaron Caije            |
| Rosemarie DeWitt   | – Margaret Maretti       |
| Matthew Broderick  | – John Andrew Van Tassel |
| Olivia Thirlby     | – Monica Sloane          |
| Kenneth Lonergan   | – Karl                   |

## Om filmen
Filmen har visats i bland annat TV3, senast den 19 maj 2018.